# Jean-Louis Gasset
Pour les articles homonymes, voir Gasset.
Ne doit pas être confondu avec l'informaticien Jean-Louis Gassée.
Jean-Louis Gasset, né le 9 décembre 1953 à Montpellier (Hérault), est un footballeur français devenu entraîneur.
Fils du cofondateur du Montpellier HSC, Jean-Louis Gasset y connaît la quasi-totalité de sa carrière de footballeur professionnel, au poste de milieu de terrain, entre 1975 et 1985. Il y entame ensuite sa reconversion d'entraîneur, longtemps comme adjoint puis comme entraîneur principal en 1998-1999.
Il est l’entraîneur du SM Caen en 2000-2001, puis rejoint Luis Fernandez au Paris Saint-Germain comme adjoint pendant deux saisons. Au cours de la saison 2003-2004, ils signent à l’Espanyol Barcelone qu'ils sauvent de la relégation. Il retrouve ensuite un poste de technicien principal au FC Istres, de début 2005 à fin 2006.
En 2007, Jean-Louis Gasset reprend un rôle d'adjoint auprès de Laurent Blanc au FC Girondins de Bordeaux, où ils remportent le championnat de France en 2009, puis à la tête de l'équipe de France en 2010 à 2012. En 2013, le duo est choisi par le Paris Saint-Germain, repris depuis peu par le fonds qatari QSI. Ils y restent trois saisons, remportant pratiquement tous les titres nationaux possible, mais échouant à passer le cap des quarts de finale en Ligue des champions.
Il retrouve un premier rôle au Montpellier HSC en 2017, sauvant le club de la relégation, puis à l'AS Saint-Étienne qu'il mène à la 4e place de Ligue 1 en 2019, une réussite sur laquelle il annonce, à 65 ans, son départ à la retraite. Il change finalement d'avis et signe au FC Girondins de Bordeaux en 2020, dont il est licencié l'été suivant par le nouveau président Gérard Lopez.
En 2022 il est nommé sélectionneur de la Côte d’Ivoire, en vue de la CAN 2023 dont elle est le pays hôte. Il démissionne pendant la phase finale, alors que sa sélection est passée tout près de l'élimination. Début 2024, il est nommé à la tête de l'Olympique de Marseille pour un intérim jusqu'à la fin de la saison. Il amènera l’Olympique Marseille en demi-finale de la Ligue Europa en passant 3 tours de coupe d’Europe. Le 19 mai 2024, il s’impose 2-1 face au Havre AC pour ce qui devait être le dernier match de sa carrière. En octobre 2024, il est nommé entraîneur du Montpellier HSC avant d'être limogé en six mois plus tard.

## Biographie

### Carrière de joueur: dix ans au Montpellier HSC
Natif de la ville de Montpellier, Jean-Louis est le fils de Bernard Gasset, qui accompagne Louis Nicollin dans son opération de création du Montpellier HSC sur les bases du précédent club montpelliérain.
Formé à l'AS Béziers, Jean-Louis Gasset y commence sa carrière de footballeur en 1974-1975, en deuxième division du championnat de France, avant de rejoindre les rangs du Montpellier HSC, alors en Division d'honneur, le 4e échelon national, en 1975. Au poste de milieu de terrain, Jean-Louis Gasset y évolue le reste de sa carrière, accompagnant la montée du club jusqu'à son accession en Division 1 en 1981-1982.
Il arrête sa carrière de footballeur à la fin de la saison 1984-1985, après 263 matchs disputés pour le club montpelliérain.

### Carrière d'entraîneur

#### Adjoint puis débuts au Montpellier HSC et au Stade Malherbe Caen
Adjoint au Montpellier HSC de 1985 à 1998, il accompagne Gérard Gili en décembre 1994, en tant que préparateur physique, sur le banc de l'Olympique de Marseille alors rétrogradé en Division 2. Mais, en proie à des difficultés financières, le club marseillais n'est pas en mesure de leur proposer un contrat. Ils quittent alors le club quinze jours seulement après leur arrivée,.
Il entame ensuite sa carrière d'entraîneur principal en novembre 1998 au Montpellier HSC, en prenant la suite de Michel Mézy, dont il était l'adjoint et qui, « fatigué », redevient manager général du club. Le club termine à une encourageante 8e place, mais il est écarté au mois de novembre la saison suivante, après un début catastrophique. Il est remplacé par Mézy, de retour, qui ne pourra empêcher la relégation du club en fin de saison.
Lors de la saison 2000-2001, le SM Caen connaît un début catastrophique poussant au départ de Pascal Théault. Il est nommé entraîneur début septembre. L'équipe obtient son maintien lors de l'avant-dernière journée, terminant dix-septième de deuxième division,.

#### Adjoint de Luis Fernandez puis entraîneur du Istres FC
Il indique aux dirigeants caennais qu'il ne souhaite pas prolonger son contrat, et devient entraîneur adjoint en 2001 de Luis Fernandez, pour une courte période au Paris Saint-Germain, puis en novembre 2003 à l’Espanyol de Barcelone, qui évitera la relégation, malgré cinq défaites consécutives lors des sept premières journées.
Il redevient entraîneur principal au FC Istres en janvier 2005, en binôme avec Xavier Gravelaine pour maintenir l'équipe en Ligue 1,. Mais celui-ci prend le poste de manager-général avant la fin de saison, laissant le poste d'entraîneur occupé seulement par Jean-Louis Gasset, qui s'engage pour deux saisons. Le FC Istres est relégué en Ligue 2 pour la saison 2005-2006 avec pour ambition de retrouver immédiatement la Ligue 1 mais finit treizième. À la suite d'un début de saison compliqué, il est écarté en décembre 2006, après quasiment deux années civiles pleines étalées sur trois saisons sportives.

#### Adjoint de Laurent Blanc (2007-2016)

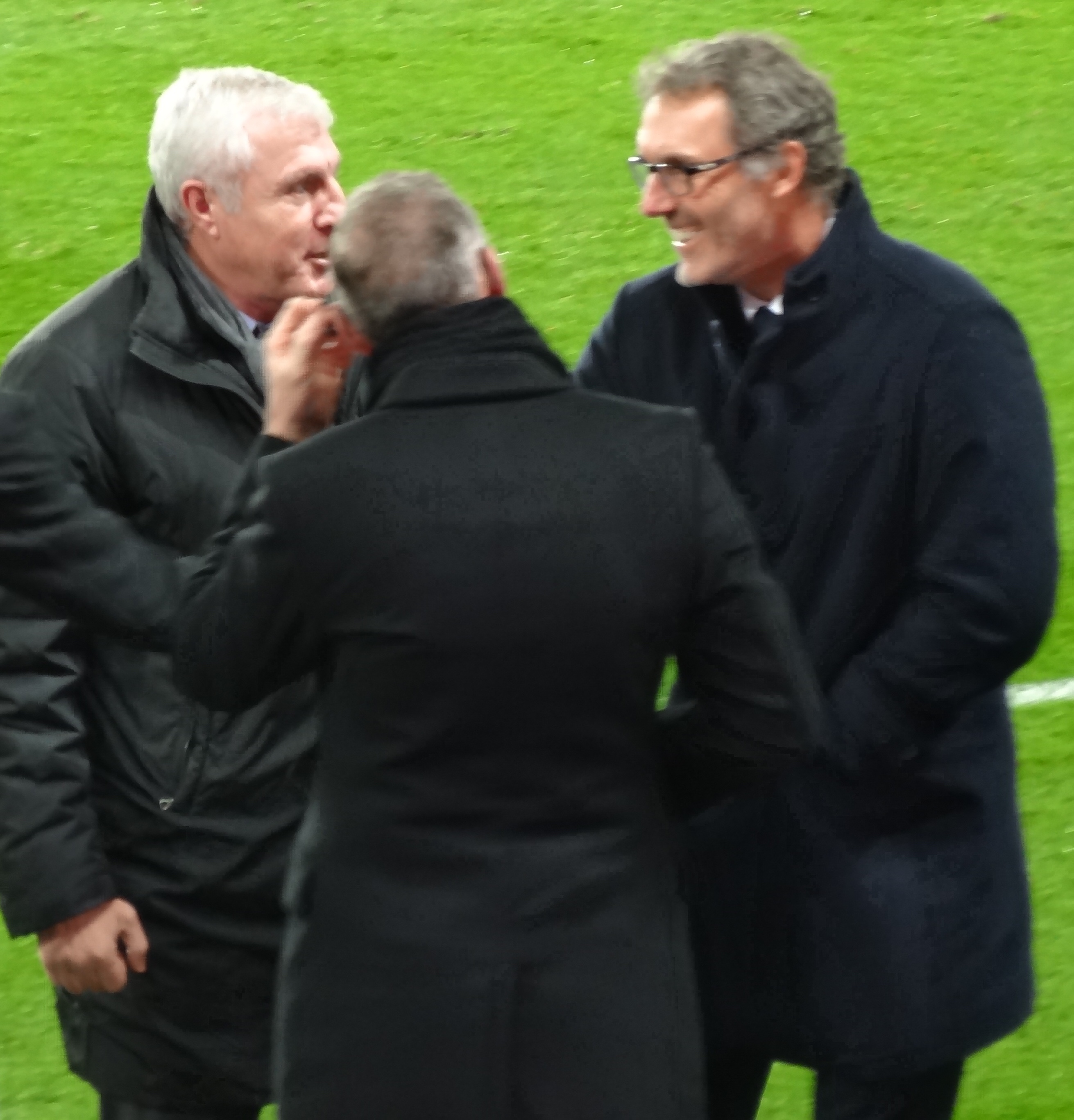
Après Luis Fernandez (à g.), Gasset devient l'adjoint de Laurent Blanc (à d).

Sa collaboration avec Laurent Blanc, qu'il a côtoyé joueur à Montpellier et qui entame une carrière d’entraîneur après une riche carrière de joueur, commence aux Girondins de Bordeaux en 2007. Le duo permet aux Girondins de finir à la deuxième place du championnat la première saison et de remporter le triplé historique Trophée des champions, Coupe de la Ligue et Ligue 1 lors de la saison 2008-2009,.
En juillet 2010, il devient sélectionneur adjoint de Laurent Blanc au sein de l'équipe de France après la catastrophique Coupe du monde de 2010 marquée par la grève des joueurs français à Knysna. Il quitte son poste à la suite de la démission du « président » en juin 2012, après l'élimination de l'équipe de France en quart de finale de l'Euro 2012 face à l'Espagne, tenant du titre et futur vainqueur du tournoi.
Il est par la suite entraîneur adjoint au Paris Saint-Germain, toujours aux côtés de Laurent Blanc, entre juin 2013 et juin 2016. Ils remportent lors de leur première saison le triplé championnat de France - Coupe de la Ligue - Trophée des champions (le même qu'à Bordeaux) et y ajoutent les deux saisons suivantes la Coupe de France. Mais ils échouent ces trois saisons en quart de finale de la prestigieuse Ligue des champions. En juin 2016, bien que récemment prolongés, Blanc ainsi que Gasset sont remerciés par la direction.
Avec Gasset, Laurent Blanc est l’entraîneur qui a obtenu les meilleurs résultats dans l'histoire du club parisien, avec un pourcentage de victoires de 73% et le plus grand nombre de titres.

#### Montpellier HSC, AS Saint-Étienne et FC Girondins Bordeaux (2017-2021)

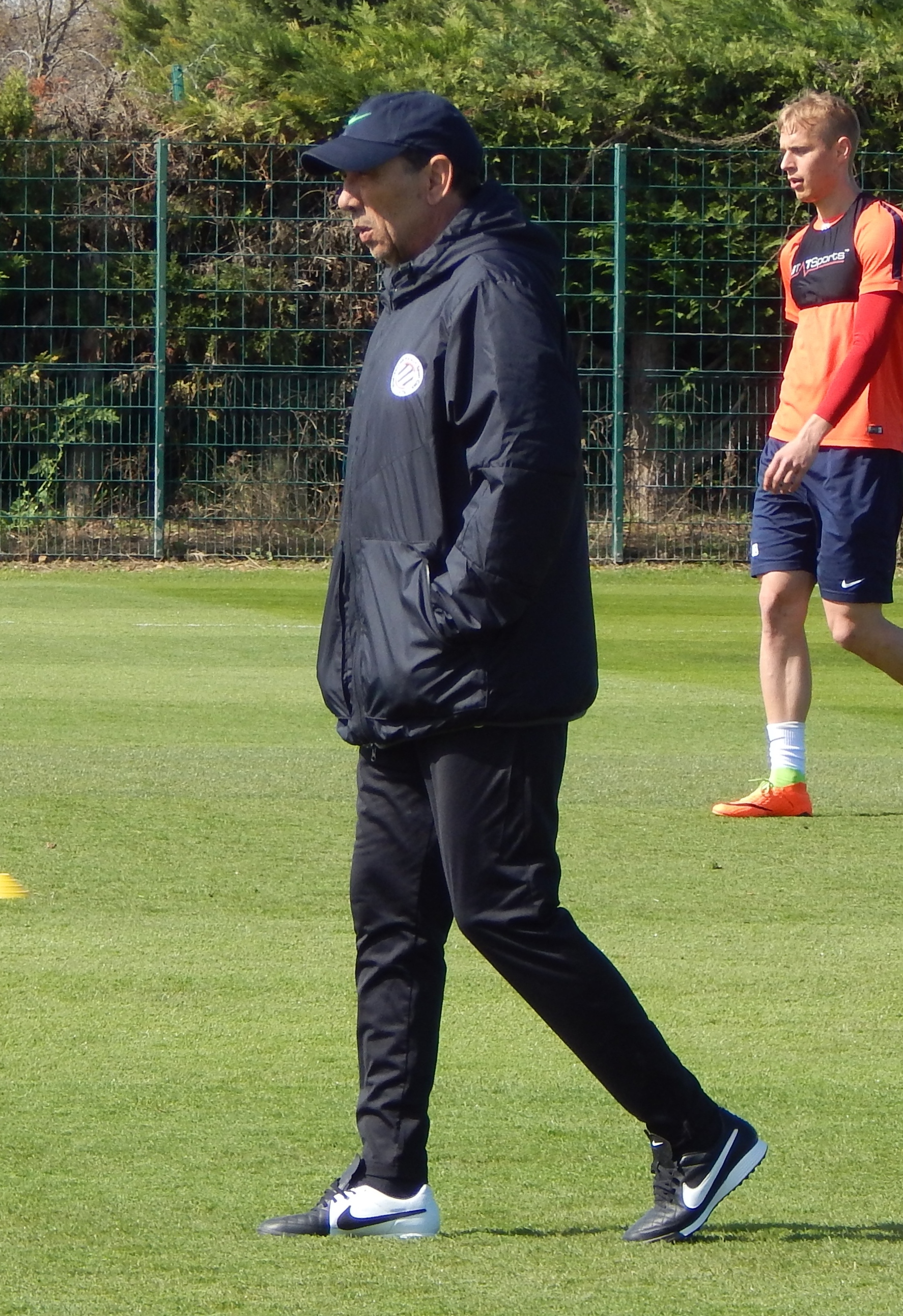
Gasset pendant un entraînement avec le Montpellier HSC en février 2017.

Le 31 janvier 2017, Gasset redevient entraîneur de l'équipe première du Montpellier HSC, à la suite de la mise à l'écart de l'entraîneur Frédéric Hantz. Il est secondé par Ghislain Printant et quitte le club à la fin de la saison après avoir assuré le maintien en Ligue 1.
Titulaire du diplôme d'entraîneur professionnel de football (DEPF), il rejoint l'AS Saint-Étienne le 22 novembre 2017 pour former un duo d'entraîneurs avec Julien Sablé, après la démission d'Óscar García. Le 20 décembre 2017, à la suite d'une série de six matchs sans victoire depuis la nomination de Julien Sablé, Gasset est promu entraîneur principal des Verts. Il est rejoint par Ghislain Printant durant la trêve hivernale. Seul à la tête de l'équipe, les hommes de Gasset engrangent 35 points (10V, 5N, 5D) alors qu'ils n’en totalisaient que vingt sur la phase aller avec les deux précédents entraîneurs. Les Verts frôlent les places européennes et finissent septièmes de Ligue 1. À l'été 2018, Gasset entame sa première saison en tant qu’entraîneur principal depuis 19 ans. En mai 2019, il quitte ses fonctions après avoir mené l'équipe à la quatrième place à la suite de désaccords avec la direction de l'ASSE depuis de longs mois. Il déclare prendre sa retraite d'entraîneur pour retourner auprès de sa famille. Son adjoint Ghislain Printant lui succède.
Début 2020, à 66 ans, il confie vouloir un dernier challenge à la tête d'une académie ou d'une sélection africaine.
Le 10 août 2020, il est nommé entraîneur du FC Girondins de Bordeaux pour deux saisons. Il ne parvient pas à faire mieux qu'une douzième place de Ligue 1 avant d'être licencié par le nouveau président Gérard Lopez,. Le 27 juillet 2021, le club des Girondins de Bordeaux annonce que Jean-Louis Gasset n'est plus l'entraîneur de l'équipe et qu'il est remplacé par le sélectionneur de la Suisse lors de l'Euro 2020, Vladimir Petković.

#### Sélectionneur de la Côte d'Ivoire (2022-2024)
Le 20 mai 2022, il est nommé au poste de sélectionneur de la Côte d'Ivoire,.
Le 22 janvier 2024, alors que la Côte d'Ivoire est le pays hôte de la Coupe d'Afrique des nations 2023, la sélection ivoirienne gagne le premier match, mais enchaîne avec une contre-performance contre le Nigeria avant de se faire battre par la Guinée équatoriale sur un score de 4-0. Il démissionne de son poste d’entraîneur de l'équipe nationale de Côte d'Ivoire au cours de la compétition,. Émerse Faé, ancien international ivoirien, lui succède et remporte la compétition.

#### Olympique de Marseille (2024)
Le 20 février 2024, il devient entraîneur de l'Olympique de Marseille en remplacement de Gennaro Gattuso. Il signe jusqu'à la fin de saison et se voit confier une mission qu'il qualifie lui-même de mission de 100 jours. Très vite, il cherche à créer une union sacrée, réhabilite le banni Pape Gueye et Jonathan Clauss. Son premier match à la tête de l'OM, le 22 février en barrages de la phase à élimination directe de Ligue Europa, au stade Vélodrome face au Chakhtar Donetsk, se conclut par une victoire (3-1). Une manière convaincante de répondre aux critiques qu'il avait dû essuyer jusqu'à alors, notamment sur son âge mais aussi sur ses récentes expériences en tant qu'entraîneur. Il en est de même pour sa première rencontre en championnat, trois jours plus tard, également à domicile, contre le Montpellier HSC (4-1). L'OM, à nouveau enthousiaste, enchaîne sous ses ordres une nouvelle victoire, cette fois-ci 5-1, à Clermont. Le jeudi suivant, c'est cette fois-ci en Ligue Europa que l'OM s'impose.
Pour le compte des huitièmes de finale aller de Ligue Europa, les Marseillais s'imposent 4-0 contre Villarreal, équipe entraînée par Marcelino, coach phocéen du début de saison, parti avec fracas. Le dimanche qui suit, l'OM enchaîne une cinquième victoire de suite contre Nantes (2-0). En triomphant lors de ses cinq premières rencontres disputées à la tête de l'OM, Jean-Louis Gasset égale alors un record sur la Canebière : il est le premier coach à réussir une telle série depuis Otto Gloria en 1962. La série prend fin le jeudi suivant lors du match retour des huitièmes de finale contre Villarreal. En grande difficulté, les Marseillais s'inclinent sur le score de 3-1 mais valident leur ticket pour les quarts de finale.
Il annonce prendre sa retraite d'entraineur au terme de la saison.

#### Montpellier HSC (2024-2025)
Le 22 octobre 2024, Jean-Louis Gasset accepte de sortir une nouvelle fois de sa retraite, avec Ghislain Printant comme adjoint, afin de venir en aide au Montpellier HSC, alors en mauvaise posture en championnat,. Il succède ainsi à Michel Der Zakarian, licencié pour mauvais résultats.
Le 21 décembre 2024, son équipe est éliminée lors des 32es de finale de la Coupe de France par Le Puy Football, club de National 2,.
Le 7 avril 2025, d'un commun accord, le club héraultais annonce que Jean-Louis Gasset n'est plus l'entraîneur de l'équipe professionnelle,,. Sur un total de 20 matchs, il cumule seulement trois victoires ainsi que deux nuls et 15 défaites,.

## Personnalité
S'exprimant sur Laurent Blanc, Zlatan Ibrahimović, généralement chiche en compliment adressé à une personne autre que la sienne, déclare dans Le magazine L'Équipe : « Il avait un très bon adjoint, un type vraiment fantastique. À deux, ils ont créé un jeu que j’ai rarement joué en club, qui m’a rappelé Barcelone ».
En 2019, Nicolas Dehon, ancien collègue au sein du staff du Paris Saint-Germain, déclare au sujet de Jean-Louis Gasset : « C'était la personne la plus importante du staff. Il nous disait tout le temps que nous étions des burettes d'huile. Quand il y avait un problème dans les rouages, c'était à nous de mettre de l'huile. Et lui, il le faisait à merveille avec son petit accent chantant. Il a toujours réussi à fédérer autour de lui ».
Lors de son arrivée à l'Olympique de Marseille en février 2024, il est « reconnu pour sa science tactique, son sens du relationnel avec les joueurs, sa capacité à mobiliser les différents groupes qu'il a entraînés et sa culture du travail ». Sébastien Haller, sélectionné par Gasset en équipe nationale de Côte d'Ivoire, confie : « Humainement, c’est comme le papy ! Il est assez bienveillant, gentil, il prend le temps de discuter, il est posé et parle calmement. Il va être entouré de son staff, qui va gérer les choses tranquillement. Cela passe par le dialogue et la relation humaine ».

## Statistiques

### Joueur
| Saison                | Club                            | Championnat           | Championnat | Championnat | Coupe(s) nationale(s) | Coupe(s) nationale(s) | Total | Total |
| Saison                | Club                            | Division              | M.          | B.          | M.                    | B.                    | M.    | B.    |
| 1974-1975             | Association sportive de Béziers | D2                    | 4           |             |                       |                       | 4     | 0     |
| 1975-1976             | Montpellier HSC                 | DH                    | 10          | 0           | 3                     |                       | 13    | 0     |
| 1976-1978             | Montpellier HSC                 | D3                    | 49          | 4           | 3                     |                       | 52    | 4     |
| 1978-1979             | Montpellier HSC                 | D2                    | 27          | 1           | 4                     | 1                     | 31    | 2     |
| 1979-1980             | Montpellier HSC                 | D2                    | 30          | 1           | 8                     | 2                     | 38    | 3     |
| 1980-1981             | Montpellier HSC                 | D2                    | 27          | 3           | 5                     | 1                     | 32    | 4     |
| 1981-1982             | Montpellier HSC                 | D1                    | 25          |             | 1                     |                       | 26    | 0     |
| 1982-1983             | Montpellier HSC                 | D2                    | 18          | 1           |                       |                       | 18    | 1     |
| 1983-1984             | Montpellier HSC                 | D2                    | 36          |             |                       |                       | 36    | 0     |
| 1984-1985             | Montpellier HSC                 | D2                    | 12          |             |                       |                       | 12    | 0     |
| Total sur la carrière | Total sur la carrière           | Total sur la carrière | 238         | 10          | 24                    | 4                     | 262   | 14    |

## Palmarès
Comme entraîneur adjoint de Laurent Blanc, au sein des Girondins de Bordeaux de 2007 à 2010, il remporte un triplé historique Championnat de France, Coupe de la Ligue, Trophée des champions, lors de la saison 2008-2009, après avoir déjà remporté le Trophée des champions en 2008.
Au Paris SG, le même duo remporte ce même triplé trois saisons d'affilée, de 2014 à 2016, et y ajoute la Coupe de France en 2015 et 2016.

## Famille
Son fils, Robin, est international français de beach soccer.